# Christian Cay Lorenz Hirschfeld
Christian Cay Lorenz Hirschfeld (Kirchnüchel, 1742 – Kiel, 1792) è stato un artista tedesco, docente universitario di filosofia e storia dell'arte..
Esperto di architettura del paesaggio, contrappose al pomposo stile francese una maggiore conservazione del paesaggio originario, fu uno dei teorici dei giardini all'inglese. 
Secondo dei quattro figli del pastore protestante Johann Heinrich Hirschfeld (1700–1754) e di Margarethe Sibylle (nata Reinboth, 1711–1759), figlia di un pastore. Dopo la morte del padre, che si era preso cura della sua formazione, continuò la sua formazione a Halle dove frequentò la scuola di latino presso la Franckesche Stiftungen, dal 1756 al 1760 studiò teologia, filosofia, storia ed estetica dell'arte. 
Federico Augusto I di Oldenburg, principe vescovo di Lubecca lo assunse nel 1765 come istitutore dei figli di Giorgio Ludovico di Holstein-Gottorp, il principe Guglielmo e Pietro Federico Ludovico che dopo la morte del padre erano sotto la tutela di Caterina II di Russia. Venne licenziato dopo due anni di soggiorno a Berna a causa di un contrasto con Carl Friedrich von Staal, l'incaricato ufficiale dell'educazione dei due giovani. Nello stesso anno, 1767, apparse il suo primo libro dedicato alla paesaggistica Das Landleben.
Del 1775 è la sua opera principale Theorie der Gartenkunst che divenne nota soprattutto per la sua traduzione in francese. Nel testo Hirschfeld prendeva una decisa posizione a favore del giardino all'inglese orientandosi verso gli esempi di Joseph Addison, Thomas Whately e William Chambers. In contrapposizione a Friedrich Ludwig Sckell che aveva lavorato per diversi anni in Inghilterra e il cui stile di creazione dei giardini era all'epoca il dominante nell'area tedesca, Hirschfeld non ha mai visitato l'Inghilterra e nemmeno creato o progettato giardini.